# Unidades de información
En las matemáticas puras, un valor no tiene un límite de espacio para su representación, sin embargo, las computadoras generalmente trabajan con un número fijo de bits.

## Bit
A la unidad mínima de información en una computadora se le llama bit. Con un bit se puede representar sólo un valor de dos posibles valores diferentes; por ejemplo: cero o uno, falso o verdadero, blanco o negro, abajo o arriba, no o sí, etc.

## Nibble
Un nibble es una colección de 4 bits. No sería un tipo de dato interesante a excepción de que con un nibble se presenta un número BCD y también que un nibble puede representar un dígito hexadecimal.

## Byte

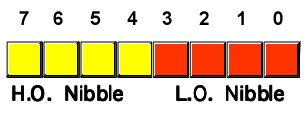
Nibbles de un byte.

Sin lugar a dudas, el tipo de datos más importante para los microprocesadores es el byte. Un byte consta de 8 bits. Las referencias hacia cierta localidad de memoria en todos los microprocesadores nunca es menor que un byte (la mayoría usan múltiplos de bytes), por lo tanto, se considera el dato localizable (direccionable) más pequeño.
Los bits de un byte normalmente se numeran desde 0 hasta 7. Al bit 0 se le llama bit de más bajo orden o menos significante y al bit 7 se le considera el bit de más alto orden o el más significante.
Un byte consta también de 2 nibbles; los bits 0, 1, 2 y 3 forman el llamado nibble de menor orden, y los bits 4, 5, 6 y 7 forman el nibble de mayor orden. Como un byte está formado por exactamente dos nibbles, es posible representar cualquier valor con dos dígitos hexadecimales.

## Palabra

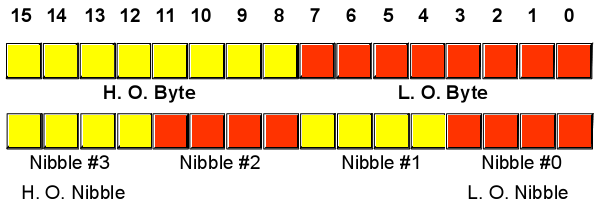
Nibbles y bytes de una palabra.

Una palabra es un grupo de 16 bits, el bit 0 es el bit de más bajo orden y el bit 15 es el de más alto orden. Una palabra se puede dividir en 2 bytes llamados igualmente de bajo y alto orden. También una palabra puede considerarse como un grupo de 4 nibbles.
Se considera una palabra doble a un grupo de 32 bits. Un grupo de mayor número de bits simplemente se nombra por su número de bits, ejemplo: palabra de 64 bits, palabra de 128 bits, etc.

## Números enteros
Con un número fijo de bits podemos representar cierto número de objetos. Por ejemplo, con 8 bits podemos representar 256 objetos diferentes. Si se usara un esquema de números enteros positivos cada uno de estos objetos se numerarían de 0 a 255:
| Bits     | Número decimal |
| -------- | -------------- |
| 00000000 | 0              |
| 00000001 | 1              |
| 00000010 | 2              |
| 00000011 | 3              |
| 00000100 | 4              |
| ...      | ...            |
| 11111110 | 254            |
| 11111111 | 255            |

También es posible usar un esquema de números enteros negativos, en cuyo caso se usa el sistema complemento a dos, donde el bit de mayor orden es el bit de signo; si tal bit es cero, el número es positivo, si es uno, el número es negativo. Si el número es positivo es almacenado en su valor binario estándar, si el número es negativo se almacena en su forma complemento a dos. Ejemplos:
| Bits     | Número decimal | Bits     | Número decimal |
| -------- | -------------- | -------- | -------------- |
| 00000000 | 0              |          |                |
| 00000001 | 1              | 11111111 | -1             |
| 00000010 | 2              | 11111110 | -2             |
| 00000011 | 3              | 11111101 | -3             |
| 00000100 | 4              | 11111100 | -4             |
| ...      | ...            | ...      | ...            |
| 01111110 | 126            | 10000010 | -126           |
| 01111111 | 127            | 10000001 | -127           |
|          |                | 10000000 | -128           |

## Números coma flotante

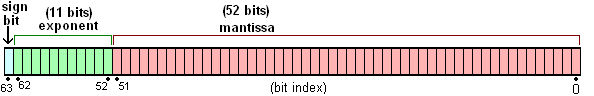
Representación binaria de números en coma flotante de doble precisión.

La forma en que la arquitectura de computadoras resuelve el problema de representar números reales es por medio de los números de coma flotante. Un número coma flotante se divide en 3 secciones de bits: signo, significante y exponente con signo.
| Ejemplo de coma flotante de 8 bits | Ejemplo de coma flotante de 8 bits | Ejemplo de coma flotante de 8 bits | Ejemplo de coma flotante de 8 bits | Ejemplo de coma flotante de 8 bits | Ejemplo de coma flotante de 8 bits | Ejemplo de coma flotante de 8 bits | Ejemplo de coma flotante de 8 bits |
| ---------------------------------- | ---------------------------------- | ---------------------------------- | ---------------------------------- | ---------------------------------- | ---------------------------------- | ---------------------------------- | ---------------------------------- |
| b7                                 | b6                                 | b5                                 | b4                                 | b3                                 | b2                                 | b1                                 | b0                                 |
| {\displaystyle \pm }               | {\displaystyle \pm }               | {\displaystyle 2^{1}}              | {\displaystyle 2^{0}}              | {\displaystyle 2^{-1}}             | {\displaystyle 2^{-2}}             | {\displaystyle 2^{-3}}             | {\displaystyle 2^{-4}}             |

Este ejemplo consta de un entero flotante hipotético de 8 bits donde el bit 7 corresponde al signo del número, el bit 6 al signo del exponente, los bits 5 y 4 al exponente y los bits 3,2,1 y 0 al significante. Ejemplos de números para este caso serían:
{\displaystyle 01111010=(1\times 2^{-1}+0\times 2^{-2}+1\times 2^{-3}+0\times 2^{-4})\times 2^{-3}}
{\displaystyle 10011011=-(1\times 2^{-1}+0\times 2^{-2}+1\times 2^{-3}+1\times 2^{-4})\times 2^{1}}
- Con los números punto flotante hay un rango limitado para representar cantidades, emplear números fuera del rango resultará en overflow o en underflow.
- Hay un número finito de números reales que puede ser representado dentro del rango.
- El significante se normaliza.
- La forma más común de usar puntos flotantes es como lo dicta el IEEE 754.

- Datos: Q3550873